# Universiteit van Jordanië voor Wetenschap en Technologie
De Universiteit van Jordanië voor Wetenschap en Technologie (Arabisch: جامعة العلوم والتكنولوجيا الأردنية) is een publieke onderzoeksuniversiteit, gevestigd in Irbid, Jordanië. De universiteit werd opgericht in 1986 en is een van de meest prestigieuze technische universiteiten in het Midden-Oosten. De universiteit wordt sterk gesubsidieerd door de staat en koning Abdoellah II van Jordanië omschreef haar als het beste wetenschappelijke instituut van het koninkrijk.
In de QS World University Rankings van 2020 staat de Universiteit van Jordanië voor Wetenschap en Technologie wereldwijd op een 651-700ste plaats en op een 13de plaats in de ranglijst voor Arabische landen, waarmee het de 2e Jordaanse universiteit op de lijst is.